# REACH
REACH, viết tắt từ Registration, Evaluation, Authorisation and Restriction of Chemicals, là một quy định mới trong EU về hóa chất và sử dụng an toàn hóa chất, gồm các nội dung Đăng ký (Registration), Đánh giá (Evaluation), Chứng nhận (Authorisation) và Hạn chế các chất hóa học (Restriction of Chemical substances). Quy định này được ban hành ngày 01/06/2007 và sẽ được thực hiện trong nhiều giai đoạn trong vòng 10 năm.

Mục đích của quy định này nhằm đảm bảo an toàn sức khỏe cho con người và môi trường bằng cách áp dụng các phương pháp đánh giá độ nguy hại của các chất mà không ảnh hưởng đến lưu thông hóa chất trong thị trường EU.

Trong danh mục bắt buộc khai báo bao gồm tất cả các sản phẩm thuộc ngành công nghiệp, liên quan đến hàng tiêu dùng như hóa chất, nhuộm, in, vải sợi, may mặc, giày dép, đồ chơi, đồ điện tử, vật dụng trong nhà, đồ gỗ, mỹ phẩm, chất liệu tạo hương thơm trong nến, sơn... 

REACH là Quy Định pháp luật của EU áp dụng trong tất cả 27 nước thuộc EU. Ngoài ra, Iceland, Lichtenstein và Na Uy, những nước nằm trong vùng kinh tế châu Âu đang có kế hoạch coi REACH như là luật của họ. Khi áp dụng luật này thì việc xuất khẩu vào các quốc gia này cũng phải tuân thủ REACH y như các nước thuộc EU.